# Tower 42
El Tower 42 es un rascacielos situado en la ciudad británica de Londres y es actualmente el cuarto edificio más alto de la capital del Reino Unido. Originariamente fue construido por el National Westminster Bank y de ahí su antiguo nombre: NatWest Tower. Visto desde arriba, la silueta del edificio se asemeja muchísimo al logo de dicho banco. 
La torre, diseñada por Richard Seiferd, se localiza en Broad Street. Su construcción comenzó en 1971 y acabó en 1979, inaugurándose oficialmente en 1980, con un coste total de 72 millones de libras.
Con sus 183 metros de altura repartidos entre sus 42 plantas, se convirtió en el edificio más alto del Reino Unido durante diez años hasta que se terminó la construcción del One Canada Square en 1990.